# Martino Bottario
El anciano de Santa Zita es un personaje nombrado por Dante Alighieri en el canto XXI del Infierno, como condenado por estafafor en la quinta fosa (bolgia) del octavo círculo.

Desde nuestro puente dijo: ¡Oh Malebranche!,

¡he aquí uno de los ancianos de santa Zita!

Mételo abajo, que de nuevo vuelvo

a aquella tierra que está tan bien provista:

allí estafadores son todos, menos Bonturo;

que del no, por el dinero, hacen ita.
Infierno, XXI, 37-42.

Está definido sobre la base de su cargo (los "ancianos" eran diez magistrados que gobernaban Lucca) y a su ciudad, llamada "Santa Zita" del nombre de una joven muerta a Lucca en el 1272 y venerada como santa. No se sabe quién fue él en realidad, si bien Dante dejó algunos indicios por el cual algunos comentadores llegaron al nombre de Martino Bottario, que ya había sido citado por un comentador antiguo, Guido de Pisa: solo fue necesario buscar si entre los miembros del consejo de los ancianos hubiese alguno muerto cercano a la fecha del viaje imaginario de Dante (en la Semana Santa del 1300). Bottario justamente murió el 9 de abril de 1300, exactamente en el momento en el cual los dos poetas se encontrarían en la fosa de los adivinos (y aquí la precisión de Dante llegaría a niveles proverbiales).
En este caso quizás el nombre no es dicho por motivos de obviedad, teniendo los contemporáneos bien en mente quien era el "anciano" en cuestión. O quizás Dante quería culpar al conjunto de personas que esta representa, es decir la burguesía de Lucca y a sus magistrados, condenados en bloque como malversadores, es decir como políticos corruptos que se beneficiaron de sus cargos públicos, apoyado también por las palabras que el diablo le infiere en la brea herviente.  
Martino Bottario fue un tonelero (bottaio en italiano, de aquí el apellido), que es citado por documentos de Lucca entre el 1293 y el 1295.
El episodio en las "malebolgias" es uno de los más cómicos del poema, donde el poeta se deleita en aquel estilo sarcástico que puede ser tomado por ejemplo de la ductilidad viva de su poesía. El diablo dice que en Lucca son todos estafadores salvo Bonturo Dati (solo esta afirmación debía hacer sonreír a los contemporáneos, porque él era de fama el "número uno" de los corruptos), y que el nuevo llegado de Santa Zita (que en aquella época todavía no era santa), esté atento a estar bien inmerso en la brea, que no se salga como el Santa Faz de Lucca (notar la blasfemia del diablo siendo el crucifijo de madera tan venerado negro, como la cara del condenado que sale de la brea) y que no nade como en el Serchio.